# Consejo de Estado del Imperio de Brasil
En el Imperio de Brasil hubo tres Consejos de Estado:
1. De 1822 a 1823: Consejo de los Procuradores Generales de las Provincias de Brasil, creado con anterioridad a la Independencia de Brasil (1822), el 16 de febrero de 1822.[1]
2. De 1823 a 1834: creado por D. Pedro I después de la disolución de la Asamblea Constituyente de 1823. Tuvo un papel central en la elaboración de la Constitución brasileña de 1824, y fue extinto por el Acto Adicional de 1834.
3. De 1842 a 1889: restaurado en 1842 (creado por la ley n.º 234, de 23 de noviembre de 1841). Fue disuelto tras la Proclamación de la República (1889).

## Consejo de los Procuradores Generales de las Provincias de Brasil (1822 a 1823)
El Consejo de Estado tenía la función de auxiliar el emperador en el ejercicio del Poder moderador y del Poder ejecutivo (el jefe de Estado debería tener el aval del Consejo de Estado para declarar la guerra, negociar la paz, nombrar senadores). Fue un órgano que limitó los poderes del emperador. Con la reforma del Código Procesal, se centralizó la acción judicial y policial y se hizo inviable toda suerte de favoritismos y de prisión arbitraria.
| Consejero                                            | Cargo                                              | Gabinete                  |
| ---------------------------------------------------- | -------------------------------------------------- | ------------------------- |
| José Bonifácio de Andrada e Silva                    | Ministro de los Negocios del Imperio y Extranjeros | 1º Gabinete de D. Pedro I |
| Caetano Pinto de Miranda Montenegro                  | Ministro de Hacienda y Justicia                    | 1º Gabinete de D. Pedro I |
| Martim Francisco Ribeiro de Andrada                  | Ministro de Hacienda                               | 1º Gabinete de D. Pedro I |
| Joaquim de Oliveira Álvares                          | Ministro de la Guerra                              | 1º Gabinete de D. Pedro I |
| Luís Pereira de la Nóbrega de Sousa Coutinho         | Ministro de la Guerra                              | 1º Gabinete de D. Pedro I |
| João Vieira de Carvalho                              | Ministro de la Guerra                              | 1º Gabinete de D. Pedro I |
| Manuel Antônio Harina                                | Ministro de la Marina                              | 1º Gabinete de D. Pedro I |
| Luís de la Cuña Moreira                              | Ministro de la Marina                              | 1º Gabinete de D. Pedro I |
| José Joaquim Carneiro de Campos                      | Ministro de los Negocios del Imperio y Extranjeros | 2º Gabinete de D. Pedro I |
| Manuel Jacinto Nogueira de la Gamma                  | Ministro de Hacienda                               | 2º Gabinete de D. Pedro I |
| Lucas José Obes                                      | Procurador de la Cisplatina                        |                           |
| José Mariano de Azeredo Coutinho                     | Procurador de Río de Janeiro                       |                           |
| Joaquim Gonçalves Ledo                               | Procurador de Río de Janeiro                       |                           |
| José de Olivo Pinto Botelho Mosqueira                | Procurador de Minas Generales                      |                           |
| Estêvão Ribeiro de Resende                           | Procurador de Minas Generales                      |                           |
| José Vieira de Matos                                 | Procurador del Espíritu Santo                      |                           |
| Joaquim Xavier Curado                                | Procurador de Santa Catarina                       |                           |
| Antônio Rodrigues Veloso de Olivo                    | Procurador de São Paulo                            |                           |
| Antônio Vieira de la Soledade                        | Procurador del Río Grande del Sur                  |                           |
| Manuel Ferreira de la Cámara Bittencourt Aguiar y Sá | Procurador de Minas Generales                      |                           |
| Manuel Clemente Cavalcanti de Albuquerque            | Procurador de Paraíba                              |                           |
| João José de Guimarães y Silva                       | Procurador de Mato Grueso                          |                           |
| Manuel Rodrigues Jardín                              | Procurador de Goiás                                |                           |
| Manuel Martins de Couto Reyes                        | Procurador de São Paulo                            |                           |

- Consejo de los Procuradores Generales de las Provincias de Brasil

## Consejo de Estado (1823 a 1834)
El segundo Consejo de Estado fue creado para elaborar la Constitución, una vez disuelta la Asamblea General Constituyente y Legislativa. El Consejo estaba compuesto por diez miembros, más los ministros en ejercicio, que ya eran consejeros de Estado natos, por la ley de 20 de octubre de 1823, que hubo extinguido el Consejo de Procuradores.
| Consejero                       | Cargo                              | Gabinete |
| ------------------------------- | ---------------------------------- | -------- |
| João Severiano Maciel da Costa  | Ministro do Império                |          |
| Luís José de Carvalho e Melo    | Ministro dos Negócios Estrangeiros |          |
| Clemente Ferreira França        | Ministro de Justicia               |          |
| Mariano José Pereira da Fonseca | Ministro de Hacienda               |          |
| João Gomes da Silveira Mendonça | Ministro de Guerra                 |          |
| Francisco Vilela Barbosa        | Ministro de Marina                 |          |
| José Egídio Álvares de Almeida  | Consejero                          |          |
| Antônio Luís Pereira da Cunha   | Consejero                          |          |
| Manuel Jacinto Nogueira da Gama | Consejero                          |          |
| José Joaquim Carneiro de Campos | Consejero                          |          |

## Consejo de Estado (1842 a 1889)
El tercer Consejo de Estado actuó en el periodo 1842-1850.
| Pedro de Araújo Lima                                         |
| Francisco Cordero de Silva Torres                            |
| José Antônio de Silva Maia                                   |
| Caetano Maria Lopes Gamma                                    |
| Manuel Alves Blanco                                          |
| Honório Hermeto Cordero de Silva Torres                      |
| Caetano Lima y Silva                                         |
| José Cesário de Miranda Ribeiro                              |
| José Carlos Pereira de Almeida Torres                        |
| Antônio de Arrábida                                          |
| José de Costa Carvalho                                       |
| Miguel Calmon du Pin y Almeida                               |
| Francisco de Paula Sousa y Melo                              |
| Antônio Paulino Limpio de Abreu                              |
| Manuel Antônio Galvão                                        |
| José Clemente Pereira                                        |
| Cândido José de Araújo Viana                                 |
| Antônio Francisco de Paula Holanda Cavalcanti de Albuquerque |
| Joaquim José Rodrigues Torres                                |
| Paulino José Suenes de Sousa                                 |
| Eusébio de Queirós Coutinho Matoso de la Cámara              |
| João Paulo de Santos Barreto                                 |
| Miguel de Sousa Melo y Alvim                                 |
| Francisco Jê Acaiaba de Montezuma                            |
| José Antônio Pimenta Bueno                                   |
| Bernardo de Sousa Franco                                     |
| Cândido Batista de Olivo                                     |
| Luís Pedreira de Couto Ferraz                                |
| José Tomás Nabuco de Araújo Hijo                             |
| Francisco de Sales Torres Hombre                             |
| Domiciano Leche Ribeiro                                      |
| Carlos Carneiro de Campos                                    |
| Francisco de Paula Negreiros de Saião Lobato                 |
| João Severiano Maciel de la Costa                            |
| José Luís de Carvalho y Melo                                 |
| Clemente Ferreira Francia                                    |
| Mariano José Pereira de Fonseca                              |
| João Gomes de la Silveira Mendonça                           |
| Manuel Vieira Tosta                                          |
| José Ildefonso de Sousa Ramos                                |